# Musaranya de Howell
La musaranya de Howell (Sylvisorex howelli) és una espècie de mamífer de la família de les musaranyes. És endèmica de Tanzània, on viu als montans humits tropicals o subtropicals.